# Лакан, Эрнест
Эмманюэль Эрнест Огюст Лакан (фр. Emmanuel Ernest Auguste Lacan; 16 января 1828, Париж — 18 января 1879, Париж) — французский журналист.
Сын художника. Учился живописи у Леона Конье. Под влиянием своего учителя заинтересовался развитием фотографии. В 1849 г. принял решение оставить попытки стать художником и заняться журналистикой. В 1851 году вместе с Жюлем Клодом Зьеглером основал первый в Европе посвящённый фотографии журнал La Lumière; вскоре журнал перешёл во владение Алексиса Годена, который назначил Лакана главным редактором. На страницах журнала Лакан опубликовал множество статей о конкретных произведениях фотоискусства, обсуждая их художественные достоинства, но печатал также и статьи о технических аспектах фотографии. В 1856 году выпустил книгу статей «Фотографические наброски» (фр. Esquisses photographiques), годом раньше написал предисловие к книге Ньепса де Сен-Виктора «Фотографические разыскания». В 1860 г. разошёлся с Годеном и в 1861 г. учредил вместе с Паулем Эдуардом Лизегангом новый журнал Le Moniteur de la Photographie, которым продолжал руководить до конца жизни (с 1870 г. единолично), в дальнейшем издание перешло под руководство Леона Видаля. В 1874 г. вошёл в число членов-учредителей Общества истории Парижа и региона Иль-де-Франс.